# 鹿児島大学
鹿児島大学（かごしまだいがく、英語: Kagoshima University）は、鹿児島県鹿児島市郡元1丁目21-24に本部を置く日本の国立大学。1773年創立、1949年大学設置。大学の略称は鹿大（かだい）。

## 概要
鹿児島大学は、1949年の学制改革の際に鹿児島市内に所在していた旧制諸学校のうち、第七高等学校造士館（1901年〈明治34年〉設置）、官立鹿児島農林専門学校（1908年〈明治41年〉設置）、鹿児島師範学校（1943年〈昭和18年〉設置）、鹿児島青年師範学校（1944年〈昭和19年〉設置）および鹿児島水産専門学校（1946年〈昭和21年〉設置）を包括し、文理学部、教育学部、農学部、水産学部の4学部をもって新制大学として誕生した。その後、1955年（昭和30年）に鹿児島県立大学の国立移管により医学部および工学部を設置、1965年（昭和40年）に文理学部を改組して現在の法文学部および理学部とし、1977年（昭和52年）に歯学部を設置した。2012年（平成24年）に農学部獣医学科が山口大学との共同で6年制の共同獣医学部とした。9学部10大学院を有する鹿児島県最大の大学である。
国立大学の規模拡大を実質的に認めなかった文部省、大蔵省の政策により旧制大学を母体とせず戦後各県に新設された地方国立大学の大半は総合大学化が叶わず複合大学に留まり、新設大学のうち平成3年の大学設置に対する規制緩和（大学設置基準の大綱化）までに総合大学化した大学は鹿児島大学を含む5校のみである（新制総合5大学）。
鹿児島大学が発行している「鹿児島大学概要」では、現在の法文学部と理学部は薩摩藩校である造士館、医学部は島津藩医学校をその発祥としている。

## 基本理念
「進取の精神」「進取の気風」を基本理念の中核とする。その涵養のための大学のあり方として「鹿児島大学憲章」が制定されているほか、学生が主体となって制定した「鹿児島大学学生憲章」がある。

## 年表

### 前史
- 1773年（安永2年） - 薩摩藩校設立[3]。
- 1786年（天明6年） - 薩摩藩校聖堂が「造士館」、武芸稽古場が「演武館」と命名される。
- 1884年（明治17年） - 鹿児島県立中学造士館設立
- 1887年（明治20年） - 鹿児島県立中学造士館を政府へ移管し、鹿児島高等中学造士館となる
- 1896年（明治29年）
  - 9月 - 鹿児島高等中学造士館廃止
  - 12月 - 鹿児島県尋常中学造士館設立
- 1899年（明治32年） - 鹿児島県中学造士館と改称。
- 1869年 - 鹿児島城下小川町に島津藩病院を、浄光明寺内に附属医学校を設立。

- 1901年（明治34年）  - 第七高等学校造士館設置
- 1908年（明治41年） - 官立鹿児島農林専門学校設置
- 1942年（昭和17年） - 県立鹿児島医学専門学校設置
- 1943年（昭和18年） - 鹿児島師範学校設置
- 1944年（昭和19年） - 鹿児島青年師範学校設置
- 1945年（昭和20年） - 鹿児島県立工業専門学校設置
- 1946年（昭和21年） - 鹿児島水産専門学校設置
- 1947年（昭和22年） - 大学令により県立鹿児島医専を母体とした旧制県立鹿児島医科大学の設置が認可される（戦後昇格校、新八医科大学）。

### 新制鹿児島大学以後
- 1949年（昭和24年）
  - 旧制七高、鹿児島農専、鹿児島師範、鹿児島青年師範、鹿児島水産を前身として、文理学部、教育学部、農学部、水産学部、医学部からなる新制鹿児島大学設立。
  - 旧制県立鹿児島医科大学、県立鹿児島医学専門学校、鹿児島県立工業専門学校の統合による新制県立鹿児島大学設置が認可されるが、鹿児島県立医大及び鹿児島県立医専は旧制医科大学予科として存続し、工学部からなる新制県立鹿児島大学設立。同年6月、鹿児島県立大学と改称。
- 1951年（昭和26年） - 旧制県立鹿児島医科大学予科廃止。
- 1952年（昭和27年） - 鹿児島県立大学に医学部を設置。
- 1955年（昭和30年） - 鹿児島県立大学より工学部、医学部が移管される。
- 1958年（昭和33年） - 医学部附属看護学校開設、医学部附属助産婦学校開設。
- 1958年（昭和33年） - 昭和天皇、香淳皇后が行幸啓[4]。
- 1961年（昭和36年） - 鹿児島県立医科大学廃止、医学部附属保健婦学校開設。
- 1965年（昭和40年） - 文理学部を法文学部、理学部に改組。教養部設置。
- 1966年（昭和41年） - 農学研究科設置。
- 1969年（昭和44年） - 水産学研究科設置。
- 1972年（昭和47年） - 文理学部廃止。
- 1977年（昭和52年） - 歯学部設置、現在の8学部体制が確立。
- 1986年（昭和61年） - 医療技術短期大学部設置。
- 1988年（昭和63年） - 連合農学研究科設置（佐賀大学、宮崎大学、鹿児島大学、琉球大学で構成）、医学部附属看護学校廃止。
- 1989年（平成元年） - 医学部附属保健婦学校・附属助産婦学校廃止。
- 1990年（平成2年） - 山口大学大学院連合獣医学研究科に構成大学として参加。
- 1994年（平成6年） - 教育学研究科設置。
- 1997年（平成9年） - 教養部廃止。
- 1998年（平成10年） - 人文社会科学研究科設置（法学研究科・人文科学研究科廃止）、理工学研究科改称（工学研究科を改組、理学研究科廃止）。
- 1999年（平成11年） - 医療技術短期大学部を医学部保健学科に改組。
- 2002年（平成14年） - 医療技術短期大学部廃止。
- 2003年（平成15年） - 保健学研究科、医歯学総合研究科設置（医学研究科・歯学研究科廃止）。人文社会科学研究科に博士後期課程設置。
- 2004年（平成16年） - 国立大学法人鹿児島大学発足、司法政策研究科（法科大学院）設置。
- 2005年（平成17年） - 稲盛経営技術アカデミー設置。
- 2007年（平成19年） - 臨床心理学研究科（専門職学位課程）設置。
- 2008年（平成20年） - 稲盛経営技術アカデミーを稲盛アカデミーに改組。
- 2012年（平成24年） - 農学部獣医学科が山口大学と合同で6年制の共同獣医学部に改組[5]。
- 2014年（平成26年） - 2015年度以降の司法政策研究科学生募集を停止、法科大学院からの撤退を決定。
- 2015年（平成27年） - 新たな教員組織として「学術研究院」を平成27年4月1日に設置。
- 2017年（平成29年） - 大学院教育学研究科学校教育実践高度化専攻（専門職学位課程）設置。
- 2018年（平成30年） - 大学院共同獣医学研究科（博士課程）設置。
- 2019年（平成31年） - 大学院農学研究科（修士課程）と水産学研究科（修士課程）を統合し農林水産学研究科（修士課程）を設置[6]。

## 組織

### 学部

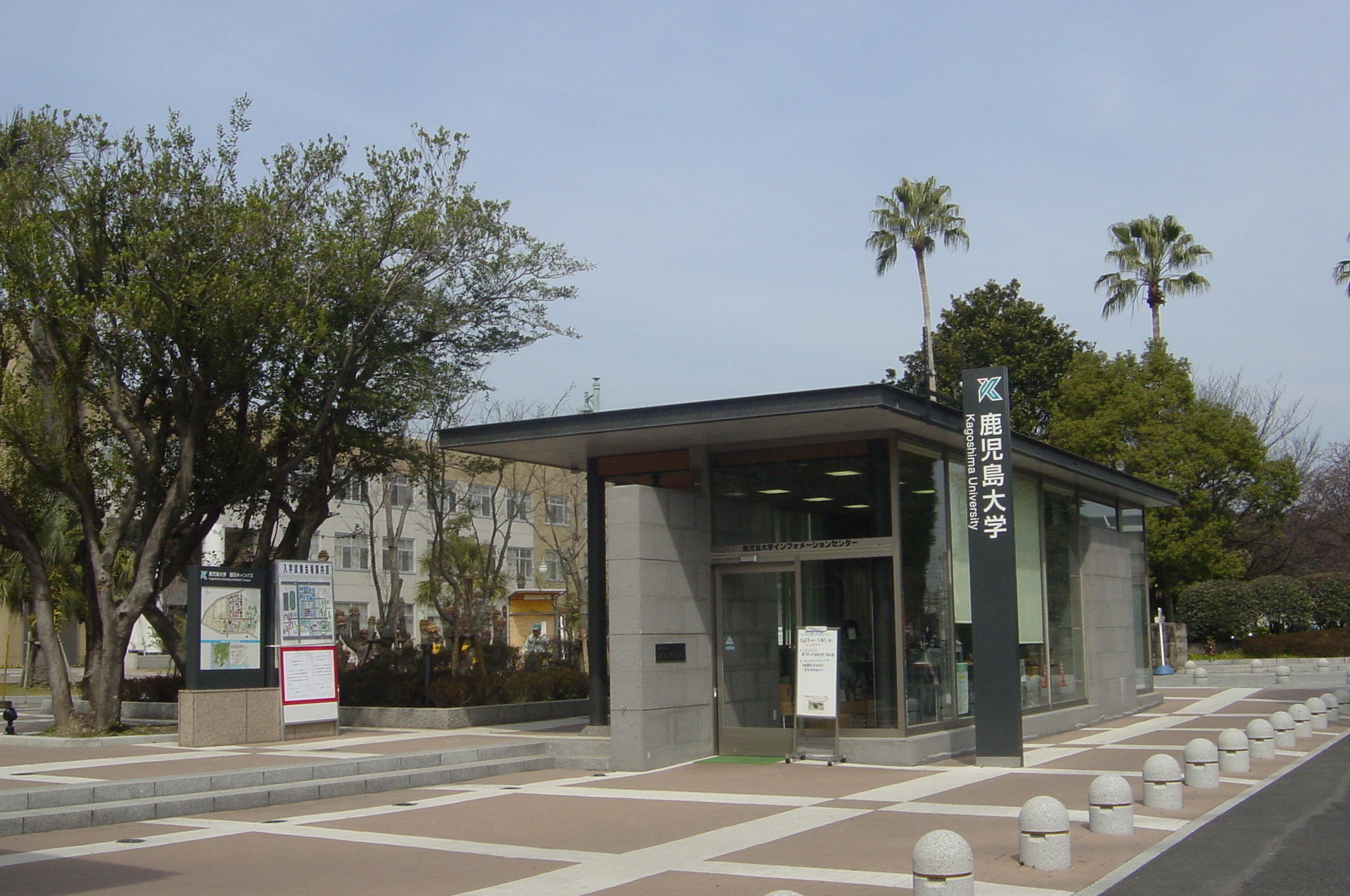
鹿児島大学インフォメーションセンター（正門）

#### 法文学部
法文学部は理学部と共に旧制第七高等学校造士館の系譜を引く学部。
1949年5月に鹿児島大学が設置された際に一般教養部・文学科・社会学科・理学科の文理学部として発足。1965年4月理学部、教養部を分離して法文学部に法学科・経済学科・文学科を設置。1997年に法政策学科、経済情報学科、人文学科の3学科に改組。2017年4月に法経社会学科と人文学科に改組。
- 法経社会学科
  - 法学コース
  - 地域社会コース
  - 経済コース
- 人文学科
  - 多元地域文化コース
  - 心理学コース

#### 教育学部
教育学部の歴史は、1875年（明治8年）設立の小学校授業講習所に始まる。その後、鹿児島師範学校などを経て、1949年（昭和24年）の学制改革により、鹿児島大学教育学部となった。卒業生数は教育学部発足以降だけでも17,000人を越える。
また、1994年（平成6年）4月から、学部卒の外に現職の小・中・高等学校の教員も入学できる大学院教育学研究科が開設され、さらに2001年（平成13年）4月からは、学校などに勤務しながら大学院で学べる昼夜開講制度を導入した。
1997年（平成9年）に小学校教員養成課程・中学校教員養成課程・特別教科教員養成課程を統合して学校教育教員養成課程にし、養護学校教員養成課程と新設のゼロ免課程である生涯教育総合課程（地域社会教育専修・国際理解教育専修・健康教育専修）の3課程になった。2017年（平成29）年に学校教育教員養成課程と特別支援教育教員養成課程の2課程に再編して教員養成課程へ専念した。この年には大学院教育学研究科の中に教職大学院を設置している。
1997年（平成9年）までゼロ免課程を設置していなかったものの、それ以前はすべての課程において教育職員免許状を取らない選択が可能になっていた。前述のとおり教員養成に専念したため2021年現在では教員免許取得が卒業要件となっている。
- 学校教育教員養成課程
  - 国語専修
  - 社会専修
  - 数学専修
  - 理科専修
  - 音楽専修
  - 美術専修
  - 保健体育専修
  - 技術専修
  - 家政専修
  - 英語専修
  - 教育学専修
  - 心理学専修

高等学校教諭（工業）の免許状は学校教育教員養成課程の技術専修で得られる。
- 養護学校教員養成課程→特別支援教育教員養成課程（2007年改称）
  - 障害児教育専修

#### 理学部
理学部は法文学部と同じく、旧制第七高等学校造士館の系譜を引く学部である。
1949年に文理学部（社会学科、文学科、理学科）が設置され、1965年に理学部（数学、物理学、化学、地学の4学科）が創設された。さらに1976年の生物学科増設を経て現在の理学部の母体である「5学科の理学部」が誕生した。その後、1997年の教養部廃止に伴い学科の改組および名称の変更が行われ、下記の学科からなる現在の「4学科の理学部」が発足した。
- 数理情報科学科
- 物理科学科
- 生命化学科
- 地球環境科学科

#### 医学部
鹿児島での医学教育は、明治維新直後の1869年（明治2年）、薩摩藩が英国人医師で医学教育者のウイリアム・ウイリスを鹿児島に招き、西洋医学校と附属病院（赤煉瓦造りで赤倉病院と呼ばれた）を設立したのが始まりである。医学校は西南戦争により閉校し、その後、1880年（明治13年）に鹿児島県立医学校が設置されたが、1888年（明治21年）閉校して医学教育の歴史は一旦そこで途絶えた（よって、鹿児島大学医学部と明治期の鹿児島医学校とのつながりは無い）。
1943年（昭和18年）に医学科の母体となる鹿児島県立医学専門学校が創立され、以後県立医科大学、県立大学医学部となり、1955年（昭和30年）に国立に移管され鹿児島大学医学部となった。
保健学科は、1948年（昭和23年）に鹿児島県立看護学校としてスタートし、鹿児島大学医療技術短期大学部を経て、1998年（平成10年）に設置された。
- 医学科
- 保健学科
  - 看護学専攻
  - 理学療法学専攻
  - 作業療法学専攻

#### 歯学部
歯学部は1977年（昭和52年）に設置され、1978年（昭和53年）4月から入学生の受け入れを開始。南九州・沖縄地域で唯一の歯科医学教育の拠点である。地域歯科医療への貢献と歯学部学生の歯科診療実習を目的に、鹿児島県や鹿児島県歯科医師会と協力して県内離島の巡回歯科診療を毎年定期的に実施している。
- 歯学科

#### 工学部
工学部は鹿児島県立大学の国立移管により1955年に設置された（国立移管時の学部構成は機械工学科、電気工学科、建築学科、応用化学科）。1959年に専攻科を設置（後の理工学研究科の前身の一つ）。現在は2つの学科と7つのプログラムを有し、学生数は2000名を超える、鹿児島大学における最大規模の学部である。
- 先進工学科
  - 機械工学プログラム
  - 電気電子工学プログラム
  - 海洋土木工学プログラム
  - 化学工学プログラム
  - 化学生命工学プログラム
  - 情報・生体工学プログラム
- 建築学科
  - 建築学プログラム

#### 農学部
1908年に設置された鹿児島高等農林学校が母体（設置当時は農学科、林学科の2学科構成）。その後1921年に農芸化学科、1939年に獣医学科を設置し、1944年に鹿児島農林専門学校に名称変更を経て1949年に鹿児島大学農学部となる。附属施設として附属農場、附属演習林および附属焼酎・発酵学教育研究センターを有する。獣医学科の共同獣医学部への移行を経て、2023年度まで農業生産学科、食料生命科学科、農林環境科学科の3学科から構成されていた。2024年度から農学科の1学科制に移行する。
（2024年度以降）
- 農学科
  - 植物資源科学プログラム	- 先進技術による植物資源の生産と活用を実現する[注釈 1]
  - 環境共生科学プログラム	- 生物多様性の保全と農林産物の生産活動が調和した持続的発展を実現する[注釈 2]
  - 食品生命科学プログラム	- 生物資源を分子・細胞・生体レベルで解析し食の発展と健康に貢献する[注釈 3]
  - 農食産業・地域マネジメントプログラム	- 経営・経済学的観点から農食産業と地域の持続的発展に貢献する[注釈 4]

※畜産科学コースは、共同獣医学部に移行し、畜産学科に。
（2023年度まで）
- 農業生産科学科
  - 応用植物科学コース
  - 畜産科学コース
  - 食料農業経済学コース
- 食料生命科学科(農芸化学科)
  - 食品機能科学コース
  - 食環境制御科学コース
  - 焼酎発酵・微生物科学コース
- 農林環境科学科(生物環境学科)
  - 森林科学コース
  - 地域環境システム学コース
- 国際食料資源学特別コース（農学系サブコース）

#### 共同獣医学部
共同獣医学部は、2012年（平成24年）4月に山口大学と合同で6年制の共同獣医学部に設置された。牛や豚など畜産動物の研究に強みを持つ。昭和14年に鹿児島高等農林学校に創立された獣医学科を前身とし、農学部獣医学科を経て、鹿児島大学9番目の学部として設置された全国初の共同学部である。農学部改組にあわせて、2024年4月から畜産学科設置。
- 獣医学科
- 畜産学科

#### 水産学部
水産学部は1908年に設置された鹿児島県立商船学校が前身。その後函館に次いで内地で2番目の水産専門学校として1946年に鹿児島水産専門学校を設立。「海を怖れず、海を愛し、海を開け」をモットーに鹿児島から東南アジア・南太平洋を含む海洋や水域をフィールドとし、水産資源の持続的生産とその合理的利用、水圏環境の保全、生活文化の創出の分野で地域貢献と国際社会に貢献する人材を育成することを教育の目的としている。また、平成15年には大学教育分野では初めて品質マネジメントシステムに対するISO9001適合性認証を取得した。
- 水産学科
  - 水圏科学分野
  - 水産資源科学分野
  - 水産食品科学分野
  - 水産経済学分野
  - 水圏環境保全学分野
- 国際食料資源学特別コース（水産学系サブコース）

### 研究科
- 人文社会科学研究科
  - 法学専攻（博士前期課程）
  - 経済社会システム専攻（博士前期課程）
  - 人間環境文化論専攻（博士前期課程）
  - 国際総合文化論専攻（博士前期課程）
  - 地域政策科学専攻 （博士後期課程）
- 教育学研究科（修士課程）
  - 教育実践総合専攻
- 保健学研究科（博士前期課程・博士後期課程）
  - 保健学専攻
- 農林水産学研究科（修士課程）（2019年度設置）[12]
  - 農林資源科学専攻
  - 食品創成科学専攻
  - 環境フィールド科学専攻
  - 水産資源科学専攻
- 理工学研究科
  - 機械工学専攻（博士前期課程）
  - 電気電子工学専攻（博士前期課程）
  - 建築学専攻（博士前期課程）
  - 化学生命・化学工学専攻（博士前期課程）
  - 海洋土木工学専攻（博士前期課程）
  - 情報生体システム工学専攻（博士前期課程）
  - 数理情報科学専攻（博士前期課程）
  - 物理・宇宙専攻（博士前期課程）
  - 生命化学専攻（博士前期課程）
  - 地球環境科学専攻（博士前期課程）
  - 総合理工学専攻（博士後期課程）
- 医歯学総合研究科
  - 医科学専攻（修士課程）
  - 健康科学専攻（4年制博士課程）
  - 先端治療科学専攻（4年制博士課程）
- 連合農学研究科
  - 生物生産科学専攻
  - 応用生命科学専攻
  - 農水圏資源環境科学専攻
- 臨床心理学研究科（専門職学位課程）
  - 臨床心理学専攻
- 連合獣医学研究科（4年制博士課程）
  - 獣医学専攻
- 共同獣医学研究科（4年制博士課程）
  - 獣医科学コース
  - 獣医専修コース

### 学内共同教育研究施設等

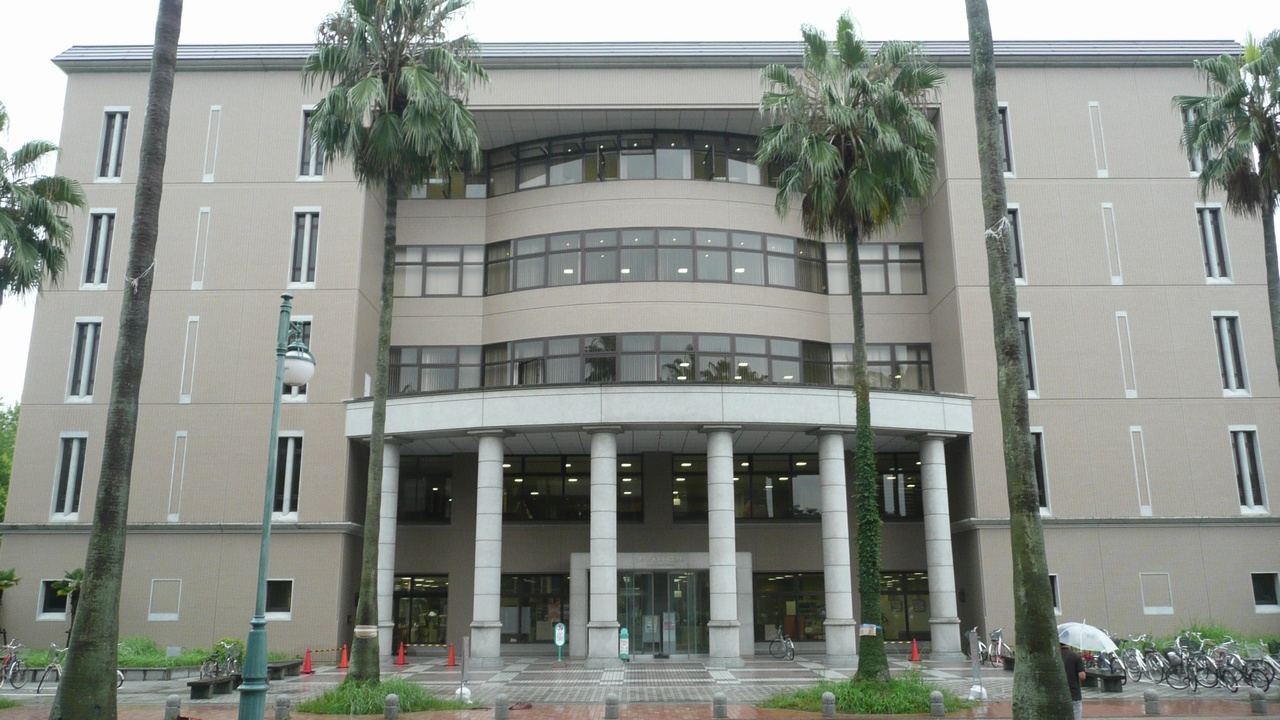
附属図書館

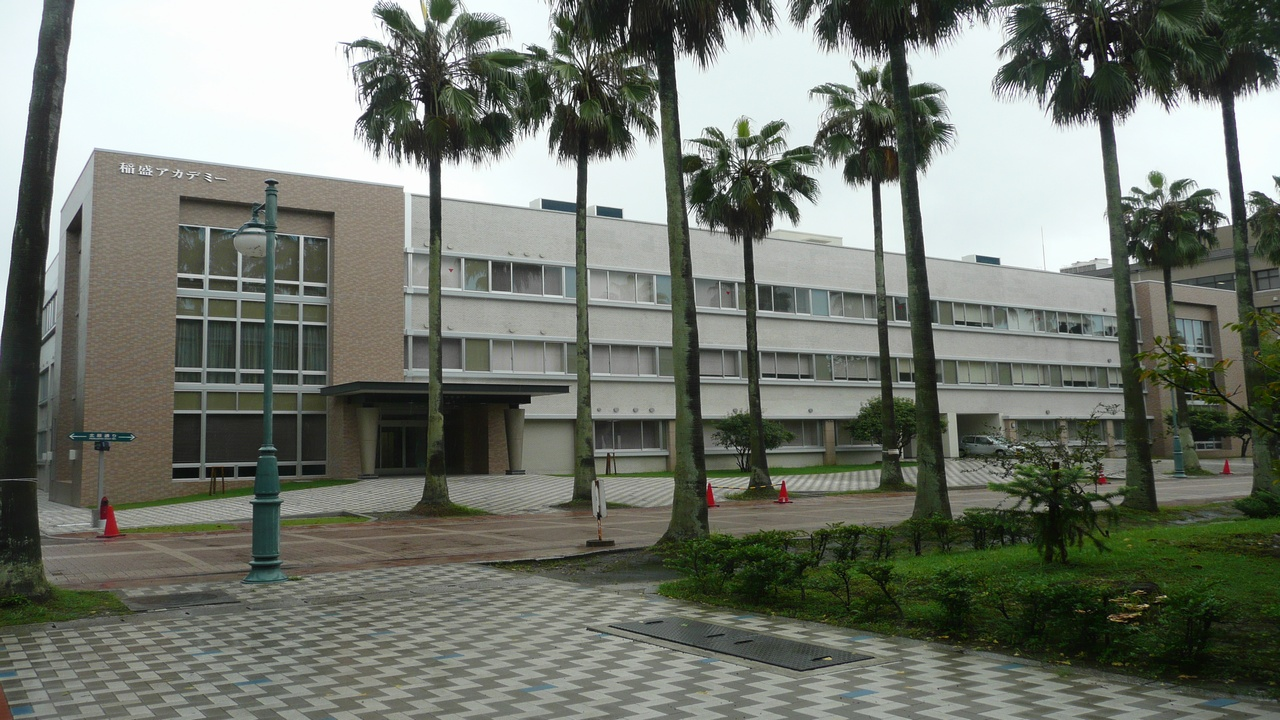
稲盛アカデミー棟

- 附属図書館
- 保健管理センター
- 国際島嶼教育研究センター
- 留学生センター
- 総合研究博物館
- 学術情報基盤センター
- 生涯学習教育研究センター
- 教育センター
- 稲盛アカデミー
- フロンティアサイエンス研究推進センター
- 産学官連携推進機構
- 埋蔵文化財調査室

## 部局附属施設等
- 教育学部
  - 教育学部附属幼稚園
  - 教育学部附属小学校
  - 教育学部附属中学校
  - 教育学部附属特別支援学校
  - 教育学部附属教育実践総合センター
  - 寺山自然教育研究施設
- 医学部・歯学部
  - 鹿児島大学病院
- 農学部
  - 農学部附属農場
  - 農学部附属演習林
  - 農学部附属焼酎・発酵学教育研究センター
- 水産学部
  - 水産学部附属練習船かごしま丸
  - 水産学部附属練習船南星丸
  - 水産学部附属海洋資源環境教育研究センター
  - 食品・資源利用学実習工場
  - 回流水槽実験室
  - 鴨池海洋生産実験室
- 共同獣医学部

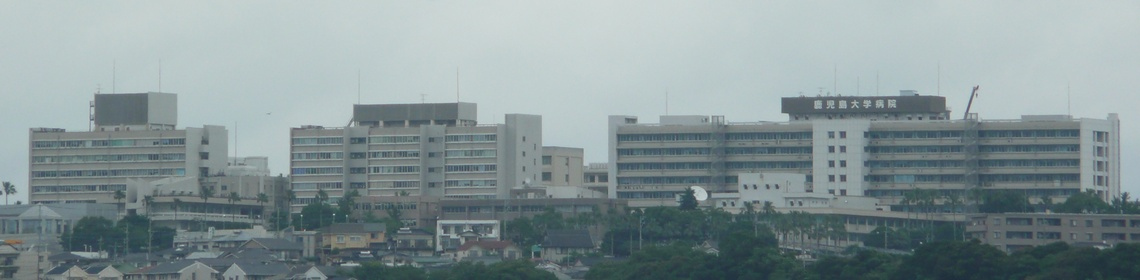
鹿児島大学病院

  - 共同獣医学部附属動物病院（軽種馬診療センター）
  - 共同獣医学部附属越境性動物疾病制御研究センター
- 理工学研究科
  - 南西島弧地震火山観測所
- 医歯学総合研究科
  - 難治ウイルス病態制御研究センター

## 寄附講座
- システム血栓制御学講座（メディポリス連携医学）
- 医療関節材料開発講座（日本メディカルマテリアル（現：京セラメディカル））
- 焼酎学講座（鹿児島県酒造組合・鹿児島県）日本で唯一の講座
- 心筋症病態制御講座（ジェンザイム・ジャパン）

## 対外関係

### 他大学との協定

#### 国内大学
- 放送大学学園と単位互換協定を結んでおり、放送大学で取得した単位を卒業に要する単位として認定することができる[広報 1]

#### 大学間学術交流協定校
25カ国・地域、86機関。2019.05.01現在。
- 中国
  - 湘潭大学 (1986.12.11)
  - 雲南農業大学 (1989.5.11)
  - 湖南農業大学(1989.6.2)
  - 中南大学 (1993.6.15)
  - 中国医科大学 (1993.9.13)
  - 湖南大学 (1995.8.23)
  - 南京工業大学 (1999.9.14)
  - 東北師範大学 (2001.11.13)
  - 中国人民大学 (2002.7.1)
  - 東北大学 (2004.12.3)
  - 重慶大学 (2006.5.22)
  - 山東師範大学 (2009.12.24)
  - 上海海洋大学 (2011.10.24)
  - 首都経済貿易大学 (2013.3.1)
  - 華東政法大学 (2013.10.10)
  - 大連海事大学 (2015.7.27)
- 中華民国
  - 淡江大学 (2005.11.5)
  - 国立高雄海洋科技大学 (2008.2.29)
  - 国立中興大学 (2009.4.1)
  - 国立高雄大学 (2016.4.7)
  - 国立成功大学 (2005.12.23)
- 韓国
  - 釜慶大学校 (1995.7.6)
  - 全北大学校 (1997.4.22)
  - 群山大学校 (1997.12.1)
  - 済州大学校 (1998.1.30)
  - 江陵原州大学校 (2001.2.8)
  - 江原大学校 (2002.4.5)
  - 公州大学校 (2004.10.18)
  - 木浦大学校 (2010.5.28)
  - 祥明大学校 (2013.5.13)
  - 忠北大学校 (2016.8.18)
- インド
  - カルナタカ国立工科大学 (2005.3.23)
- フィリピン
  - フィリピン大学 (2007.12.12)
- マレーシア
  - マレーシアトレンガヌ大学 (2005.4.22)
  - マレーシアサバ大学 (2009.3.4)
  - マレーシアプトラ大学 (2010.3.16)
  - マレーシア国際イスラム大学 (2013.10.29)
- インドネシア
  - アンダラス大学 (2003.12.1)
  - インドネシア大学 (2009.12.9)
  - ボゴール農科大学 (2010.6.4)
  - ディポネゴロ大学 (2010.8.5)
  - バンドン工科大学 (2010.11.22)
  - サムラトランギ大学 (2011.2.8)
  - パティムラ大学 (2014.3.25)
- ベトナム
  - ベトナム国家農業大学 (2002.3.6)
  - ハノイ貿易大学 (2002.12.25)
  - ベトナム社会科学院 (2007.5.23)
  - アンジャン大学 (2013.8.7)
  - ニャチャン大学 (2015.7.31)
- タイ
  - メジョー大学 (2001.4.30)
  - モンクット王工科大学トンブリー校 (2002.1.16)
  - カセサート大学 (2008.7.1)
  - スラナリ工科大学 (2009.4.17)
- バングラデシュ
  - ダッカ大学 (2013.12.24)
  - バングラデシュ農業大学 (2014.12.27)
- ミャンマー
  - 獣医科学大学 (2018.12.24)
- 南太平洋12カ国・地域
  - 南太平洋大学 (1982.7.21)
- パプアニューギニア
  - パプアニューギニア大学 (1987.5.29)
- オーストラリア
  - ニューイングランド大学 (1995.7.20)
  - シドニー工科大学 (2000.3.1)
- アメリカ合衆国
  - ジョージア大学 (1979.11.29)
  - マイアミ大学 (1992.11.30)
  - グアム大学 (2006.4.5)
  - アルフレッド大学 (2006.11.8)
  - 西ジョージア大学 (2007.5.23)
  - サンノゼ州立大学 (2012.4.23)
  - ノースダコタ州立大学 (2014.1.15)
  - ハワイ大学マノア校 (2018.8.8)
- フランス
  - レンヌ第二大学 (2010.7.1)
  - ボルドー・モンテーニュ大学 (2017.1.26)
- スペイン
  - バレンシア工芸大学 (2000.2.7)
- ドイツ
  - カール・フォン・オシエツキー大学オルデンブルク (2015.7.27)
  - ロッテンブルク林業大学 (2017.11.7)
- スロバキア
  - スロバキア農業大学 (2015.5.1)
- スウェーデン
  - リンシェーピン大学 (2010.6.11)
- トルコ
  - アンカラ大学 (2012.12.10)
- パラグアイ
  - 国立アスンシオン大学 (2016.3.9)
- ブラジル
  - サンカルロス連邦大学 (2011.8.19)
  - アマゾナス連邦大学 (2016.4.28)
- エジプト
  - カフルアッシャイフ大学 (2011.9.5)
  - ベンハ大学 (2018.8.7)
- イラン
  - イスファン医科大学 (2017.4.18)

## 学生生活

### キャンパス周辺
鹿児島大学は郡元（本部）、下荒田、桜ヶ丘の3つのキャンパスが存在する。現在、本部として使用されている郡元キャンパスは戦前、鹿児島農林専門学校（鹿児島高等農林学校）が使用していたもので、戦後新制鹿児島大学となる際に山下地区から文理学部（現在の法文学部、理学部）を、市内各地に分散していた教育学部の施設を移設、さらに1959年に工学部（旧鹿児島県立大学工学部）も伊敷地区から移転され現在の姿になった。
なお、山下地区は鹿児島大学医学部、医学部附属病院を経て県立図書館、鹿児島県歴史資料センター黎明館となっている。
- 郡元キャンパス

キャンパスは鹿児島市の中央に位置し、市電2路線に挟まれ、JR郡元駅、バスの主要路線などが通る交通至便の地である。周辺には学生街の騎射場エリアやイオン鹿児島店（2024年閉店）などの商業施設がある他、鹿児島市自体が中心部にコンパクトにまとまっていることから、生活には非常に便利がよい。また電車通り沿いから一歩入れば閑静な住宅街が広がり、住環境もよい。キャンパス北側には日本たばこ産業鹿児島工場が置かれていたが工場廃止後、再開発の一環として鹿児島市立病院、鹿児島市交通局庁舎となっている。
2014年度には、共通教育棟および福利厚生棟（学生会館）の改修、建て替えが終了した。
法文学部、教育学部、理学部、工学部、農学部、共同獣医学部、人文社会科学研究科、教育学研究科、農学研究科、理工学研究科、連合農学研究科、司法政策研究科、臨床心理学研究科、連合獣医学研究科の全学年、医学部、歯学部、水産学部は第1～2学年が使用する。
- 下荒田キャンパス

郡元キャンパスから東に1km離れた場所に所在し、近くには県立鴨池陸上競技場、県立鴨池野球場がある。水産学部第2～4学年、水産学研究科、連合農学研究科が主に使用する。附属図書館水産学部分館、生協水産食堂が併設されているがいずれも郡元キャンパスよりも開館、営業時間が短い。アジア各国（特に東南アジア）からの留学生が多くみられ、国際色豊かなキャンパスである。また、交流のあるフィリピン大学ビサヤ・タクロバン校リエゾン・オフィスが併設されている。
- 桜ヶ丘キャンパス

郡元キャンパスから南に3km離れた鹿児島市郊外、鹿児島市桜ヶ丘に所在する。1974年に鹿児島市山下町から現地に移転した。医学部、歯学部の第2～6学年（ただし、医学部保健学科は2～4学年）、保健学研究科、医歯学総合研究科が主に使用し、鹿児島大学病院が併設されている。

### 騎射場
大学の教養門から市電1系統の騎射場電停周辺にかけて「騎射場」と呼ばれる学生街を作る。具体的な範囲としては荒田2丁目、下荒田3丁目の一部、鴨池1丁目の一部を含む半径400m程度の地区である。飲食店、ドラッグストアなどの商店と住宅街が渾然一体となった地区を形成する。地方の学生街としては規模の大きい部類である。コンビニの増加で学生の利用が減り、昔ながらの定食屋、喫茶店等が減少する一方、地元誌で天文館に次いで飲食店の多いゾーンとしてクローズアップされることで、近年は若者向けの居酒屋など新たな出店も多い地区である。

### イベント

#### 鹿大祭

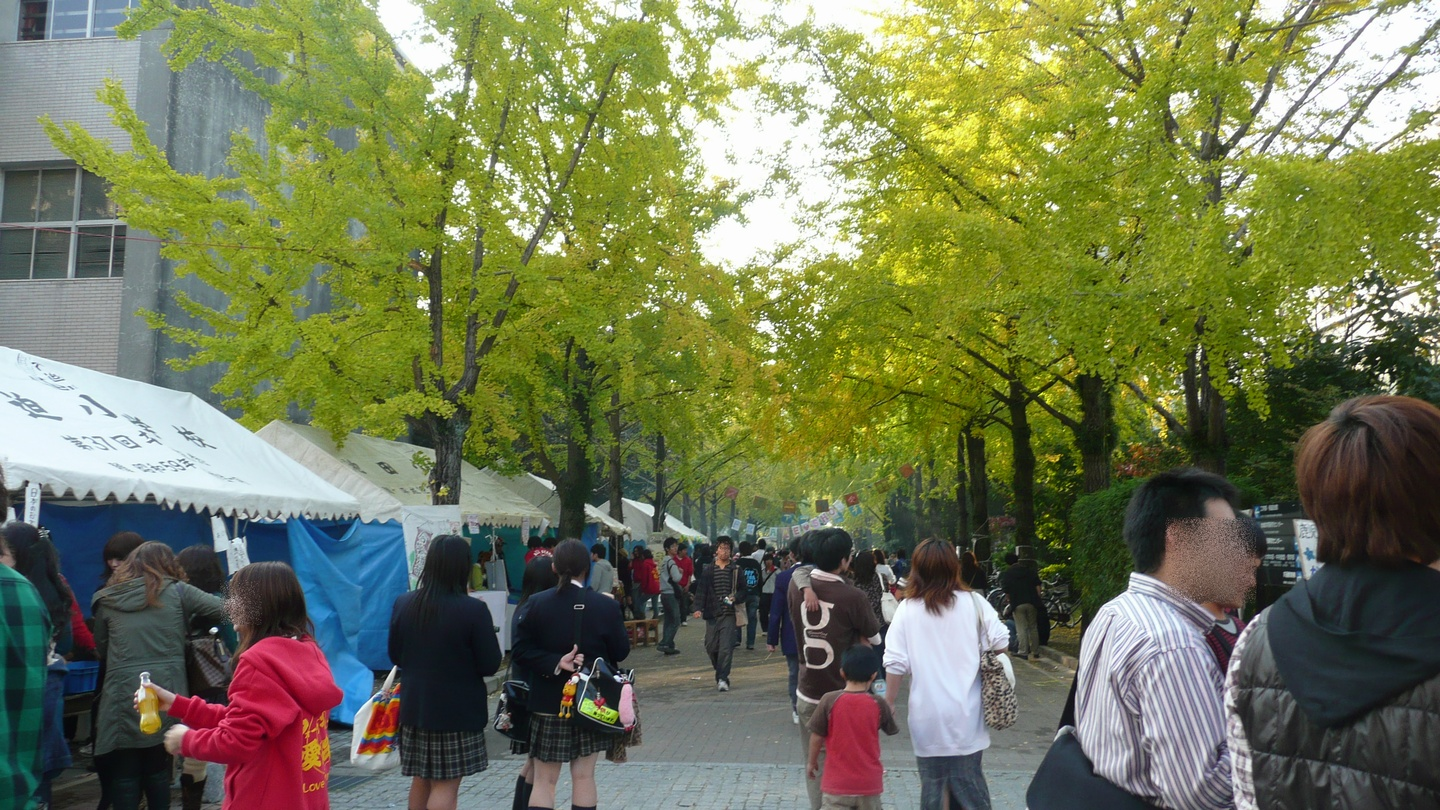
運動部の模擬店（2008年11月16日）

全学の鹿大祭（郡元キャンパス）、医系の桜ヶ丘祭（桜ヶ丘キャンパス）が別の日程で行われている。
- 鹿大祭（郡元キャンパス）

11月15日の 大学記念日に前後して開催される。2017年まで、各サークルなどにより、荒田→高見馬場→鹿児島中央駅→水産学部をねり歩くみこしパレードが行われていたが、近隣住民への配慮により歴史ある伝統が幕を閉じた。
初日から各サークル、学科による模擬店、各種展示、音楽系サークルの演奏などが行われる。模擬店が中心の大学祭としては規模が大きく、地元では秋の風物詩として多くの来場者で賑わう。いくつかの模擬店では市民の間にも名物として定着しているものがみられる。
教育学部は学科ごとに展示を行う。国語「かるたあそび」、数学「おもしろ算数教室」、理科「楽しい科学実験」、社会「社会科特性・かごんま検定」、英語「えいごであそぼ」、技術「ものづくり」、音楽「ミニコンサート」、美術「展示」、家政「小麦粘土遊び」、教育学「食べ物、工作、活動」、養護「ポスター展示」、心理「心理学テスト」、生涯教育「伝承遊びの展示」。鹿児島大学祭イベントの1つとして幼稚園児・小学生を対象とした芋掘り＆スタンプ作りを企画している。さつま芋は学生食堂の残飯から作られた堆肥を活用して郡元キャンパス内農学部農場にて栽培したもので、収穫物は市民へ配布していた。
- 桜ヶ丘祭（桜ヶ丘キャンパス）

概ね鹿大祭の翌週に開催される。芸能人などのトークやライブが行われるのが鹿大祭との違いである。展示は医系学科による体験型のものが多い。少数の模擬店も運営されている。

## アクセス

### 郡元キャンパス
- JR指宿枕崎線「郡元駅」下車、稲盛会館前まで徒歩約5分
- 鹿児島市電「唐湊」「工学部前」電停下車

北緯31度34分19秒 東経130度32分43.7秒

### 下荒田キャンパス
- 鹿児島市電「騎射場」電停より徒歩約10分

北緯31度34分5.6秒 東経130度33分26.4秒

### 桜ヶ丘キャンパス
- JR指宿枕崎線「宇宿駅」下車
- 鹿児島市電「脇田」電停下車

北緯31度32分50.1秒 東経130度31分37.9秒